# ديفيد ماثيوز (ملحن)
ديفيد ماثيوز (بالإنجليزية: David Matthews)‏ هو عازف جاز وملحن وعازف بيانو أمريكي، ولد في 4 مارس 1942 في سونورا في الولايات المتحدة.

## وصلات خارجية
- الموقع الرسمي
- ديفيد ماثيوز على موقع IMDb (الإنجليزية)
- ديفيد ماثيوز على موقع ميوزك برينز (الإنجليزية)
- ديفيد ماثيوز على موقع أول ميوزيك (الإنجليزية)
- ديفيد ماثيوز على موقع ديسكوغز (الإنجليزية)